# Eucereon colimae
Eucereon colimae là một loài bướm đêm thuộc phân họ Arctiinae, họ Erebidae.